# 固城警察署
固城警察署（コソンけいさつしょ）は、慶南地方警察庁所管の警察署である。

## 管轄区域
- 固城郡

## 沿革
- 1945年10月21日 - 国立警察発足。
- 1998年2月10日 - 現在の庁舎が完成。

## 組織
- 警務課
- 生活安全交通課
- 捜査課
- 情報保安課

## 管轄地区隊
- 恐竜地区隊

## 管轄派出所
- 会華派出所
- 巨流派出所
- 下二派出所
- 東海派出所
- 永吾派出所
- 上里派出所

## 管轄治安センター
- 大可治安センター
- 三山治安センター
- 馬岩治安センター
- 九万治安センター
- 下一治安センター
- 介川治安センター
- 永県治安センター